# Dolmen von Ca l’Arenes

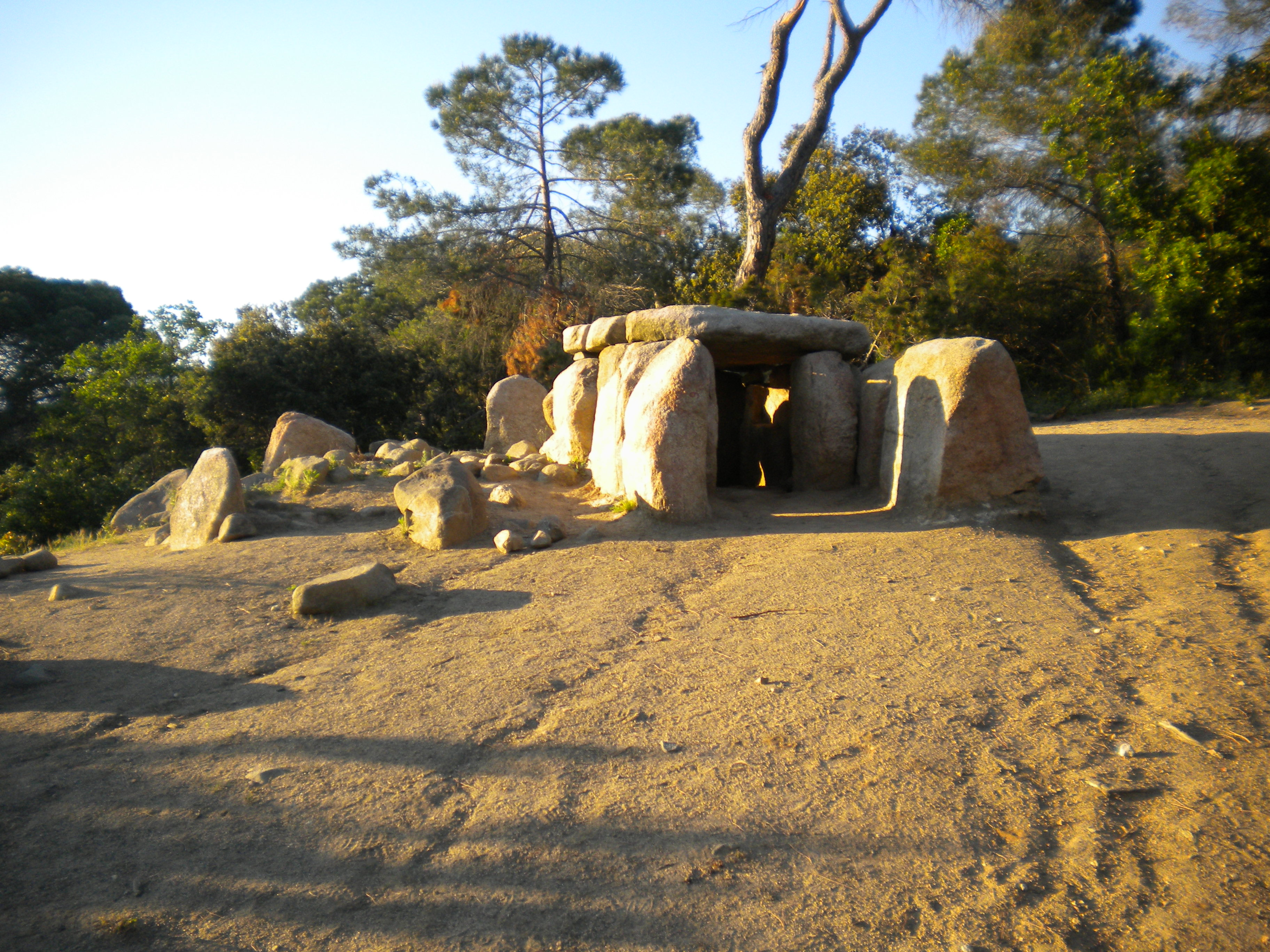
Dolmen Ca l’Arenes

Der etwa 5000 Jahre alte Dolmen von Ca l’Arenes liegt in der Gemeinde Dosrius im Parc Natural del Montnegre i el Corredor in der Provinz Barcelona in Katalonien in Spanien.
Der relativ flache Dolmen ist im Kammer- und Vorkammerbereich fast vollständig mit Decksteinen in situ bedeckt. Er enthält Reste des Ganges mit dem Zugang zur Kammer sowie seitlich Randsteinreste des Hügels. Er wurde im Jahr 1997 entdeckt und von 2006 bis 2007 restauriert.
In der Nähe liegen der Menhir von Ca l’Arenes und die Dolmen Ca l’Arenes II und Pedra Gentil.